# José María Romero Martínez
José María Romero Martínez (Olivares, província de Sevilla, 3 d'octubre de 1893 - Sevilla, 19 de setembre de 1936) va ser un metge i poeta espanyol. Va organitzar la trobada de joves poetes espanyols, fonamental en la conformació de la Generació del 27, que com a homenatge a Góngora en el tercer centenari de la seva defunció va tenir lloc a l'Ateneu de Sevilla a mitjan desembre de 1927.
En 1908 la família es va traslladar a Sevilla on José María es va matricular en el Col·legi del Santo Ángel. Dos anys després, en 1910, va iniciar els seus estudis de Medicina, que va acabar en 1917 amb premi extraordinari. Instal·lat com a metge al popular Carrer Pureza de Triana, pel seu caràcter humanitari a vegades no solament no cobrava les consultes, sinó que fins i tot arribava a pagar de vegades de la seva butxaca les medicines d'alguns dels seus pacients.
Acabat el seu doctorat, a mitjan anys vint, va realitzar una important labor professional com a metge de la beneficència provincial, i també com a sotsdirector del sanatori i impartint classes en la càtedra d'Histologia; sent a més pioner i membre de la Comissió Científica de la Lliga Espanyola contra el Càncer.
La seva afició a l'escriptura es va iniciar des de molt jove, consolidant-se en els seus anys de la universitat, quan publicava en aquells dies en revistes com La Exposición i Andalucía, i en periòdics com El Liberal de Sevilla. Aviat va ingressar en l'Ateneu de Sevilla, que en 1915 li va concedir la Flor Natural en els Jocs Florals pel seu Cant a la Pau. Com a vocal de la secció de literatura de l'Ateneu, va organitzar una trobada de joves poetes espanyols com a homenatge a Góngora en el tercer centenari de la seva defunció. Realitzat al desembre de 1927, va tenir gran influència en la conformació de la Generació del 27.
Amb el pas dels anys les seves inquietuds socials es van ser aproximant als canvis polítics que es van produir cap a l'any 1931, per la qual cosa en 1936 va ser triat secretari provincial de la Unió Republicana, el partit de Diego Martínez Barrio, arribant a ocupar per uns dies el càrrec de governador civil interí de Sevilla durant el període del Front Popular.
Aquest fet li va costar la vida, va morir afusellat poc després, el 19 de setembre de 1936.